# Sigrid Arby
Sigrid Anna Arby, född 14 augusti 1882 i Karlstad, död 8 september 1943 i Borås, var en svensk konstnär. Hon var dotter till lantbrukaren Anders Andersson och Emilia Andersson.
Arby utbildade sig till teckningslärare vid Högre konstindustriella skolan i Stockholm, och från 1905 var hon bosatt i Borås. Hon deltog i ett flertal av Borås och Sjuhäradsbygdens konstförenings utställningar samt i Borås hantverksföreningsutställning 1933 med elva akvareller. 
Hennes tidiga arbeten består av detaljrika motiv medan de senare har ett mer impressionistiskt uttryck, motiven är blommor och landskap i akvarell. En minnesutställning över hennes konst hölls 1943.